# Hemicolonides plaumanni
Hemicolonides plaumanni är en skalbaggsart som beskrevs av August Reichensperger 1939. Hemicolonides plaumanni ingår i släktet Hemicolonides och familjen stumpbaggar. Inga underarter finns listade i Catalogue of Life.